# Medea (Cherubini)
Medea (título original en francés, Medée; en italiano, Medea) es una ópera en tres actos con música de Luigi Cherubini y libreto en francés de François-Benoît Hoffmann (Nicolas Étienne Framéry), que se basa en la tragedia con el mismo nombre de Eurípides y Médée de Pierre Corneille.
Esa tragedia inspiró otras óperas del mismo título de Saverio Mercadante, Giovani Pacini, Mayr (Medea en Corinto), Marc-Antoine Charpentier, Tomasini, etc. Luego se repuso en italiano en La Scala de Milán en 1909 bajo el título de Medea.
La ópera se estrenó el 13 de marzo de 1797 en el Théâtre Feydeau, París. Encontró una tibia recepción y no se repuso inmediatamente. Durante el siglo XIX y la mayor parte del XX, se representó normalmente en la traducción italiana como Medea, con el diálogo hablado reemplazado por recitativos no autorizados por el compositor. Más recientemente, las compañías de ópera han vuelto a la versión original de Cherubini.
Raro ejemplo de la tragedia alternando números cantados y diálogos en alejandrinos, el estilo musical realiza una fusión inédita entre la tragedia clásica de la escuela francesa y el modelo que representa la escuela italiana.

## Historia
Charpentier, Salomon, Benda y Naumann compusieron una Médée antes de Cherubini.
«Medée, que nosotros los otros músicos reconocemos como la cumbre del arte lírico» escribió Johannes Brahms. Entre los admiradores de esta ópera, se pueden citar a Beethoven que la escuchó en Viena en 1802, Schubert, Weber, Spohr y Wagner. François-Benoît Hoffman escribió el libreto, antes de que Cherubini compusiera la música. Esta obra está inspirada por la tragedia homónima de Pierre Corneille, de Séneca y de Eurípides. 
La ópera se estrenó en París el 13 de marzo de 1797. Conforme era habitual en el Théâtre Feydeau, se representó con los diálogos hablados. El estreno de Medea fue recibido con frialdad y la obra no fue repuesta. La versión en traducción al italiano se estrenó en 1802 en Viena el 6 de noviembre. En 1809, la versión abreviada de la traducción italiana se ofreció en Viena, donde Cherubini produjo una versión que omitió alrededor de 500 compases de música.
Sin embargo, ganó popularidad en Alemania, en una nueva versión traducida al alemán el 1 de marzo de 1855. La versión en alemán de Franz Lachner se estrenó en Fráncfort del Meno. Se basaba en la versión acortada de Viena, pero con recitativos compuestos por Lachner que reemplazaron el diálogo hablado. Desde entonces, Medea es presenta invariablemente en alemán o en una traducción al italiano. 
El estreno en el Reino Unido tuvo lugar en 1865, en italiano, en Her Majesty's Theatre el 6 de junio, con recitativos de Luigi Arditi.
En 1909 se produjo la traducción al italiano de la versión de Lachner, por Carlo Zangarini, para su estreno italiano en el Teatro de La Scala, el 30 de diciembre de 1909, y protagonizada por Ester Mazzoleni. Esta es una versión híbrida que fue revisada en 1953 para Maria Callas.
El personaje de Medea es heroico y requiere un ímpetu y control vocal tremendos. Son poco usuales las intérpretes de este papel. Famosas intérpretes de Medea en el siglo XX fueron Maria Callas, Dame Josephine Barstow, Eileen Farrell, Gwyneth Jones, Magda Olivero, Leyla Gencer, Leonie Rysanek, Anja Silja, Maralin Niska, Marisa Galvany, Montserrat Caballé, Sylvia Sass, Shirley Verrett, Dunja Vejzovic, y, en la versión original restaurada, Phyllis Treigle.
Las interpretaciones de la obra por Maria Callas se extienden desde 1953 a 1962. Quizás la reposición más famosa del siglo XX fue la que interpretó la Callas en 1953 en Florencia, dirigida por Vittorio Gui y diseño escénico por Margarita Wallmann. Callas aprendió e interpretó el papel en una sola semana, para gran aplauso del público. La producción fue tan exitosa que el Teatro de La Scala decidió representar esta ópera durante la semana inaugural de su temporada de 1953-1954, con Leonard Bernstein sustituyendo a un indispuesto Victor de Sabata. En aquella época, el poeta y crítico italiano Eugenio Montale, escribió en el Corriere d'Informazione: 

De hecho, esta Medea da la impresión (¿o la ilusión?) de estar en el umbral de lo que Gluck, ha aportado al expresionismo moderno. Aquí Cherubini consigue realmente lo que él cree que es la esencia de la música, lo esencial, que no era la melodía, sino gracias a ella, una forma de vincular estrechamente su personaje, para atraparlo y llevarlo por el camino de la verdad.

En 1961 la escenificó en el Teatro de Epidauro. La preparación del personaje llevó a Callas a perder una cantidad dramática de peso; ella quería una barbilla angular, "muy delgada, muy pronunciada", como luego diría ella misma en una entrevista. En 1961, dijo sobre este papel: Esta ópera no es bel canto sino recitativo y teatro — actuaciones directas, hablar junto a la música. La fuerza de la ópera de Cherubini no está en las arias sino en los recitativos.

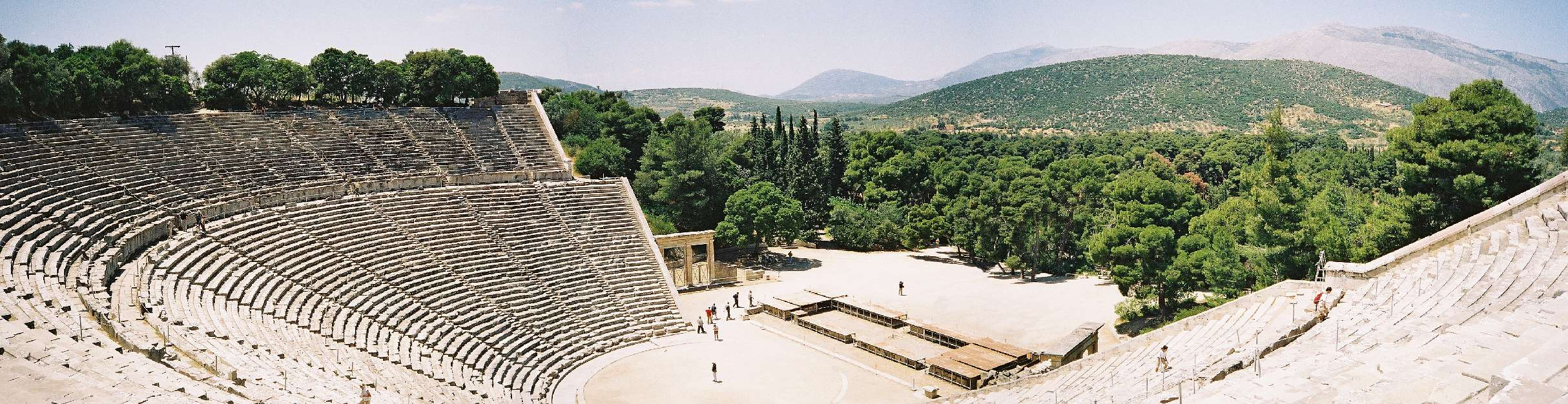
El teatro de Epidauro donde Maria Callas cantó las históricas representaciones de Medea en 1961.

Callas representó el papel a lo largo de los años cincuenta y principios de los sesenta, cantándola más de treinta veces en nueve ciudades. Posiblemente la producción más famosa fue la de la Ópera de Dallas en 1958, dirigida por Nicola Rescigno (con Jon Vickers como Jasón) y dirigida por el director griego Alexis Minotis.  Esta producción viajó hasta la Royal Opera House, Covent Garden, en Londres en 1959, y a La Scala (donde se filmaron unos pocos minutos) en 1961-62. En estas representaciones fue la última aparición de Callas en Italia. Se hicieron grabaciones en Milán (1953 y 1961), Dallas (1958) y Londres (1959). 
Maria Callas posteriormente filmó una película sobre el tema dirigida por Pier Paolo Pasolini, pero sin la música de Cherubini.
Entre 1984 y 1996 se produjeron reposiciones de la versión original en francés en el Festival de Buxton el 28 de julio de 1984; en The Royal Opera House, Covent Garden el 6 de noviembre de 1989; y en el Festival della Valle d'Itria el 4 de agosto de 1995.
En 1996 se repuso la versión abreviada de Viena en una traducción al inglés y cantada en inglés por Opera North en Leeds en abril de 1996.
En marzo de 1997, se presentó una producción del Bicentenario por Opera Quotannis presentada en una versión no abreviada (texto y música), con una orquesta de instrumentos de época, de la opéra-comique original en el Alice Tully Hall, Lincoln Center, conmemorando el bicentenario del estreno.  Bart Folse dirigió la estilizada producción de Brian Morgan, que presentó a Phyllis Treigle (en el rol titular), Carl Halvorson (como Jasón), D'Anna Fortunato (como Néris), David Arnold (como Créon), Thaïs St Julien (como Dircé), y Jayne West y Andrea Matthews (como las Doncellas de Dircé).  Peter G. Davis, en la revista New York, escribió que "Opera Quotannis presenta Médée de Cherubini en toda su gloria original... La ocasión demostró que la verdadera Médée es de hecho una obra maestra. Su débil hermana, la doctorada Medea que hemos estado oyendo todos estos años, debería ahora quedar permanentemente de lado."  Newport Classic posteriormente grabó la producción para Compact Discs.
Actualmente esta ópera se representa poco; en las estadísticas de Operabase aparece la n.º 202 de las óperas representadas en 2005-2010, siendo la 61.ª en Italia y la primera de Cherubini, con 14 representaciones en el período.

## Personajes
| Personaje                                        | Tesitura     | Elenco del estreno, el 13 de marzo de 1797 Director: |
| ------------------------------------------------ | ------------ | ---------------------------------------------------- |
| Medea (hechicera)                                | soprano      | Julie-Angélique Scio                                 |
| Jasón (esposo de Medea y jefe de los argonautas) | tenor        | Pierre Gaveaux                                       |
| Creonte (rey de Corinto)                         | bajo         | Alexis Dessaules                                     |
| Glauce (hija de Creonte)                         | soprano      | Rosine                                               |
| Neris (doncella de Medea)                        | mezzosoprano | Auvray                                               |
| Capitán de la guardia                            | actor        | Legrand                                              |
| Ciudadanos, argonautas, guerreros, etc.          |              |                                                      |

## Argumento
Lugar: Corinto
Tiempo: Edad Antigua

### Acto I
Afueras del palacio del rey Creonte
Glaucé, hija de Créon, rey de Corinto, debe casarse con Jasón, el héroe que recuperó el Vellocino de Oro, pero está preocupada por la venganza de Medea, quien se sabe que practica las artes ocultas.
Medea tiene dos hijos con Jasón, quien la repudió.
Créon tranquiliza a Jasón: protegerá a sus dos hijos para que no paguen por los errores de su madre.
Los Argonautas vienen a presentar sus respetos a la novia y extienden a sus pies el Vellocino de Oro robado en Cólquide. Glaucé se perturba de nuevo cuando escucha el nombre del país de Medea. Jasón intenta tranquilizarla cuando un guardia anuncia la entrada de una mujer velada: Medea, quien quiere que Jasón regrese a su lado. Ante su rechazo, la hechicera amenaza con vengarse. Dejada a solas con Jasón, le recuerda en vano los felices días que pasaron juntos y lo amenaza: "Nunca verás el día de tu boda".

### Acto II
Dentro del palacio
Néris, la criada de Medea, intenta en vano consolar a esta última y convencerla para que abandone Corinto y evite la ira del pueblo.
Créon y su escolta ordenan a Medea que abandone la ciudad. Ella acepta y pide permiso para despedirse de sus hijos, lo que el rey le concede. Néris consuela a Medea, pero la hechicera ha ideado un plan: sus hijos serán el instrumento de su venganza y la aflicción del traidor Jasón será inmensa.
Cuando el héroe llega, Medea finge estar muy triste por separarse de sus hijos. Ordena a Néris entregar a Glaucé su regalo de bodas: la diadema y el manto que le fueron dados por Apolo, pero aún planea vengarse. Al final de la ceremonia, toma una vela del altar y se va.

### Acto III
Entre el palacio y el templo
En algún lugar de la montaña, Medea ora a los dioses para que le den coraje para llevar a cabo su terrible venganza. Néris, después de entregarle el regalo de la hechicera a Glaucé, regresa con los dos niños. Medea saca su daga para matarlos, pero no puede hacerlo. Luego revela su artimaña a Néris: la diadema y el manto están envenenados y Glaucé morirá. Horrorizada, Néris huye al templo de Juno con los niños. Tal y como Medea había previsto, Glaucé muere y Jasón, desesperado, intenta detener a Medea. Ella corre a refugiarse en el templo y sale de allí acompañada por las tres Furias, blandiendo el cuchillo ensangrentado con el que ha matado a sus hijos. Prende fuego al templo y anuncia al desdichado Jasón: "Voy al río sagrado. ¡Mi sombra te esperará allí!".

## Discografía
Versión original en francés:
| Año  | Elenco (Médée, Dircé Néris, Jason Créon)                                         | Director, Teatro de ópera y Orquesta                         | Sello discográfico                         |
| ---- | -------------------------------------------------------------------------------- | ------------------------------------------------------------ | ------------------------------------------ |
| 1997 | Phyllis Treigle, Thaïs St Julien, D'Anna Fortunato, Carl Halvorson, David Arnold | Bart Folse, Orquesta de Cámara de Brewer y el Coro Quotannis | Audio CD: Newport Classic Cat: NPD 85622/2 |

Versión de Lachner, en traducción al italiano:
| Año  | Elenco (Medea, Glauce Neris, Giasone Creonte)                                      | Director, Teatro de ópera y Orquesta                                          | Sello discográfico                       |
| ---- | ---------------------------------------------------------------------------------- | ----------------------------------------------------------------------------- | ---------------------------------------- |
| 1953 | Maria Callas, Fedora Barbieri, Gabriela Tucci, Carlos Guichandut, Mario Petri      | Vittorio Gui, Orquesta y Coro del Mayo Musical Florentino                     | HUNT (Grabación en directo)              |
| 1953 | Maria Callas, Fedora Barbieri, M. L. Nache, Gino Penno, G. Modesti                 | Leonard Bernstein, Orquesta y Coro del Teatro de La Scala de Milán            | Fonit Cetra (Grabación en directo)       |
| 1957 | Maria Callas, Renata Scotto, Miriam Pirazzini, Mirto Picchi, Giuseppe Modesti      | Tullio Serafin, Orquesta y Coro del Teatro de La Scala                        | Audio CD: EMI Cat: CDMB-63625            |
| 1967 | Dame Gwyneth Jones, Pilar Lorengar, Fiorenza Cossotto, Bruno Prevedi, Justino Díaz | Lamberto Gardelli Orquesta y Coro de la Academia Nacional de Santa Cecilia    | Audio CD: Decca «Double» Cat: 452 611-2  |
| 1977 | Sylvia Sass, Magda Kalmár, Klára Takács, Veriano Luchetti, Kolos Kováts            | Lamberto Gardelli, Coro y Orquesta Sinfónica de la Radio y Televisión Húngara | Audio CD: Hungaroton Cat: HCD 11904-05-2 |

Otras grabaciones
- Cherubini: Medea / Rescigno, Maria Callas, Nicola Zaccaria, Judith Raskin, Jon Vickers, Teresa Berganza, Dallas 1958.
- Cherubini: Medea / Thomas Schippers, Maria Callas, Jon Vickers, Giulietta Simionato, Nicolai Ghiaurov , Scala 1961.
- Cherubini: Medea / Leitner, Inge Borkh, Tomislav Neralic, Ludwig Suthaus, Sieglinde Wagner, Rita Streich, Berlín 1958.
- Cherubini: Medea / Franci, Leyla Gencer, Bottion, Raimondi, Mazzucatto, La Fenice 1968.
- Cherubini: Medea / Horst Stein, Leonie Rysanek, Nicolai Ghiuselev, Lucia Popp, Bruno Prevedi, Viena 1972.
- Cherubini: Médee / Fournillier, Iano Tamar, Patrizia Ciofi, Luca Lombardo, Jean-Phillipe Courtis, Mariagrazia Pani, 1995.
- Cherubini: Medea / Hull, Denia Mazzola-Gavazzeni, Carlo Cigni, Chiara Chialli, Elisabetta Scano, DVD.
- Cherubini: Medea / Pidó; Anna Caterina Antonacci, Giuseppe Filianoti, Sara Mingardo, Cinzia Forte, DVD 2008 Teatro Regio, Turín.